# Matthew Raymond-Barker
 (février 2025).
Si vous disposez d'ouvrages ou d'articles de référence ou si vous connaissez des sites web de qualité traitant du thème abordé ici, merci de compléter l'article en donnant les références utiles à sa vérifiabilité et en les liant à la section « Notes et références ».
Matthew Raymond-Barker, né le 20 juin 1989 à Londres (Angleterre), est un chanteur britannique, surtout connu en France.
Il remporte la deuxième saison de l'émission X Factor en France et empoche par conséquent le gain promis au vainqueur, soit la signature d'un contrat avec la maison de disques Sony Music.

## Biographie
Matthew William Raymond-Barker est le fils unique de Karen (née Jacobs), et William Francis Raymond-Barker.
Il participe d'abord au X Factor britannique, dont il est éliminé lors du premier jour du « bootcamp », l'équivalent de l'épreuve des 3 jours dans l'émission française. 
Étudiant en français et espagnol à l'Université de Bath, il part étudier 6 mois à l'université Toulouse II-Le Mirail afin de parfaire son français. Avant de passer le casting de X Factor, à Montpellier, il prévoyait de partir pour un autre échange de 6 mois à Mexico.

## X Factor
Matthew Raymond-Barker se présente aux castings X Factor à Montpellier.
C'est après avoir revisité durant 11 semaines les titres d'artistes comme Bruno Mars, Kesha, Michael Jackson, Daniel Balavoine, Madonna, Coldplay, Amel Bent, Taio Cruz, Tété, Kings of Leon, Ophélie Winter, Sinéad O'Connor, Eminem, Rihanna, Christophe Maé, Beyoncé, Cyndi Lauper, U2, Ben l'Oncle Soul, Jessie J et  Robbie Williams que Matthew Raymond-Barker remporte l'émission le 28 juin 2011. 
Lors de la finale, c'est au côté de sa coach Véronic DiCaire, qu'il apprend sa victoire face à l'autre finaliste, Marina D'Amico. Matthew Raymond-Barker interprète alors la chanson qui deviendra son premier single : Vivre ou survivre de Daniel Balavoine.

### Les primes de Matthew Raymond-Barker
| Semaine                           | Chanson                                                            | Artiste                  | Résultat                            |
| --------------------------------- | ------------------------------------------------------------------ | ------------------------ | ----------------------------------- |
| Semaine 1 19/04/11                | "Supreme"                                                          | Robbie Williams          | Sauvé                               |
| Semaine 2 26/04/11                | "Price Tag"                                                        | Jessie J                 | Sauvé                               |
| Semaine 3 03/05/11                | "Soulman"                                                          | Ben l'Oncle Soul         | Sauvé                               |
| Semaine 4 10/05/11                | "Man in the Mirror"                                                | Michael Jackson          | Sauvé                               |
| Semaine 5 17/05/11                | "One"                                                              | U2                       | Sauvé                               |
| Semaine 6 24/05/11                | "Time After Time"                                                  | Cyndi Lauper             | Sauvé                               |
| Semaine 6 24/05/11                | "Ma philosophie"                                                   | Amel Bent                | Sauvé                               |
| Semaine 7 31/05/11                | "Single Ladies (Put a Ring on It)"                                 | Beyoncé Knowles          | Sauvé                               |
| Semaine 7 31/05/11                | "Ça fait mal"                                                      | Christophe Maé           | Sauvé                               |
| Semaine 8 07/06/11                | "Nothing Compares 2 U"                                             | Sinéad O'Connor          | Ballotage / Sauvé par les juges 3-0 |
| Semaine 8 07/06/11                | "Dieu m'a donné la foi"                                            | Ophélie Winter           | Ballotage / Sauvé par les juges 3-0 |
| Semaine 8 07/06/11                | "Use Somebody"                                                     | Kings of Leon            | Ballotage / Sauvé par les juges 3-0 |
| Semaine 9 14/06/11                | "À la faveur de l'Automne"                                         | Tété                     | Sauvé                               |
| Semaine 9 14/06/11                | "Dynamite"                                                         | Taio Cruz                | Sauvé                               |
| Semaine 10 (Demi-finale) 21/06/11 | "Like a Prayer"                                                    | Madonna                  | Sauvé                               |
| Semaine 10 (Demi-finale) 21/06/11 | "Viva la Vida"                                                     | Coldplay                 | Sauvé                               |
| Semaine 10 (Demi-finale) 21/06/11 | "Ne retiens pas tes larmes"                                        | Amel Bent                | Sauvé                               |
| Semaine 11 (Finale) 28/06/11      | Medley "Love the Way You Lie" / "Don't Stop the Music" / "Tik Tok" | Eminem / Rihanna / Kesha | Gagnant                             |
| Semaine 11 (Finale) 28/06/11      | "Man in the Mirror"                                                | Michael Jackson          | Gagnant                             |
| Semaine 11 (Finale) 28/06/11      | "Vivre ou survivre" (Premier single du vainqueur)                  | Daniel Balavoine         | Gagnant                             |

- Lors du 8e prime, Matthew chante Nothing Compares 2 U de Sinéad O'Connor et Dieu m'a donné la foi d'Ophélie Winter. Malheureusement il se retrouve en ballotage face à Florian Giustiniani, son rival dans sa catégorie. Il décide ainsi d’interpréter Use Somebody des Kings of Leon. Il est sauvé par le jury.

- Lors du quart de finale, Matthew, opposé à Marina D'Amico, Sarah Manesse et Maryvette Lair, décide de présenter au public À la faveur de l'automne de Tété et Dynamite de Taio Cruz.

- Lors de la demi-finale, Matthew se retrouve dans le top 3 et interprète Like a Prayer de Madonna, Viva la Vida de Coldplay (chanson de son audition) et Ne retiens pas tes larmes d'Amel Bent.

- Lors de la finale d'X Factor, Matthew interprète un medley de Love the Way You Lie / Don't Stop the Music / Tik Tok de Eminem / Rihanna / Kesha, la chanson qui l'a fait connaître : Man in the Mirror de Michael Jackson et la chanson qui deviendra son premier single : Vivre ou survivre de Daniel Balavoine.

## Après X Factor
Son single Vivre ou survivre entre à la 94e place du top singles français avec 780 ventes dans le classement du 8 juillet 2011. Son premier album, One, sort en novembre 2012, uniquement en digital. Cependant, moins de 500 exemplaires sont vendus en 2012 .

## Discographie

### Albums
| Titre Album | Détails Album                                                                                      | Ventes |
| ----------- | -------------------------------------------------------------------------------------------------- | ------ |
| One         | - Date de sortie : 19 novembre 2012 - Label : Sony Music Entertainment - Format : Digital download | 500    |

### Singles
| Année | Single                                | Classement des ventes | Classement des ventes | Album |
| Année | Single                                | FRA                   | BEL (WAL)             | Album |
| ----- | ------------------------------------- | --------------------- | --------------------- | ----- |
| 2011  | Vivre ou survivre                     | 94                    | 23                    | —     |
| 2011  | Trash (Tout le Monde Jump sur le Bar) |                       |                       | One   |
| 2012  | City Lights                           |                       |                       | One   |